# Адриан Комнин
Адриан Комнин е византийски военачалник, по-малък брат на император Алексий I Комнин, при чието управление е велик доместик на Запада.
Адриан е седмо и предпоследно дете на доместика на схолите Йоан Комнин и на Анна Даласина. В хрониката си Никифор Вриений споменава, че след смъртта на баща им Адриан и брат му Никифор са поверени от майка им на възпитатели и получили много добро образование.
След възцаряването на Алексий I Комнин Адриан е почетен като протосеваст и получава приходите от целия полуостров Касандра в Халкидики. През 1082 – 1083 г. Адриан Комнин командва войските срещу норманите на Робер Гискар и Боемунд I Антиохийски. През 1087 г. наследевя Григорий Бакуриани като доместик на схолите на Запада и участва в битката при Дръстър срещу печенегите като командир на френските наемници във византийския център. Битката завършва катастрофално за ромеите, а Адриан трябва да бяга, за да не бъде пленен. В „Алексиада“ се споменва, че през 1091 г. Адриан участва отново в кампания срещу печенегите, като ръководи заедно с протостратора Йоан Дука изграждането на мост през река Марица, но не се споменава сред участниците в битката при Левунион.
Малко след битката при Левунион настъпва разрив в отношенията между Адриан Комнин и по-големия му брат – севастократора Исак Комнин, който държи Адриан отговорен за обвиненията в заговор срещу императора, повдигнати срещу суна му Йоан, управителя на Дирахиум. През 1094 г. Адриан Комнин председателства съда, който съди Никифор Диоген – сина на бившия император Роман IV Диоген, – който се опитал да убие императора. През същата година Адриан се присъединява към заседанията на синода, който осъжда Лъв Халкедонски.
До великия доместик Адриан Комнин са адресирани и няколко писма, написани от охридския архиепископ Теофилакт. В най-ранното от тях, написано малко след като Теофилакт е назначен начело на Охридската архиепископия през 1090 г., архиепископът на българите се оплаква от новата среда и враждебното отношение на местното население, поради което моли Адриан Комнин да ходатайства за него, за да бъде избавен от това „робство“..
В един ръкопис се споменава, че към края на живота си Адриан Комнин се замонашва под името Йоан и умира на 19 април 1105 г. Други учени обаче поставят смъртта му между 1119 г. и 1136 г., тъй като Адриан не е споменат в поменика от типика на манастира „Кехаритомен“, написан около 1118 г., но се среща в поменика към типика на манастира „Пантократор“, който е написан към 1136 г.

## Семейство
Адриан Комнин е женен за Зоя Дукина – трета дъщеря на император Константин X Дука и Евдокия Макремволитиса. Някои изследователи смятат, че Адриан и Зоя са споменати с монашеските си имена Йоан и Анна „от Дукините“ в един надгробен надпис в константинополската църква „Богородица Памакаристос“, който нарежда тях и децата им сред ктиторите на църквата. От това следва, че Адриан и Зоя имат пет деца:
- Евдокия Комнина, омъжена за Алексий Тарханиот
- Андроник Комнин, женен за Евдокия Дукина
- Алексий Комнин, женен за Ирина Синадина
- Адриан Комнин